# Łotewski Teatr Narodowy

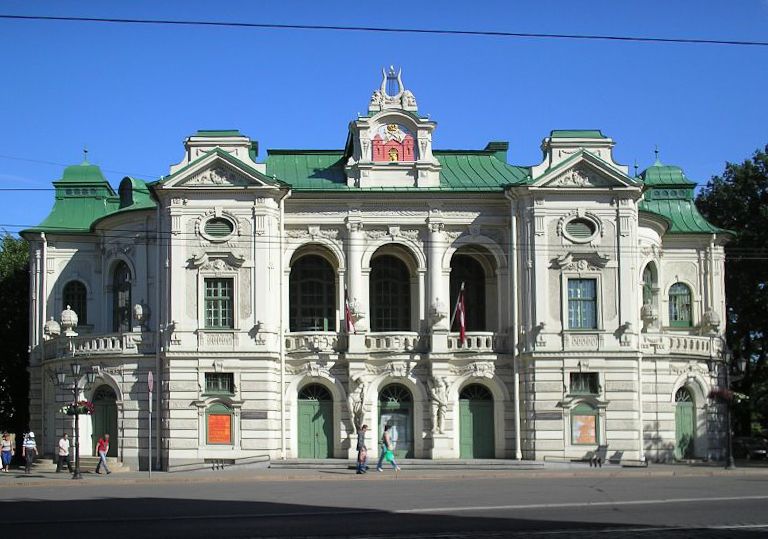
Łotewski Teatr Narodowy.

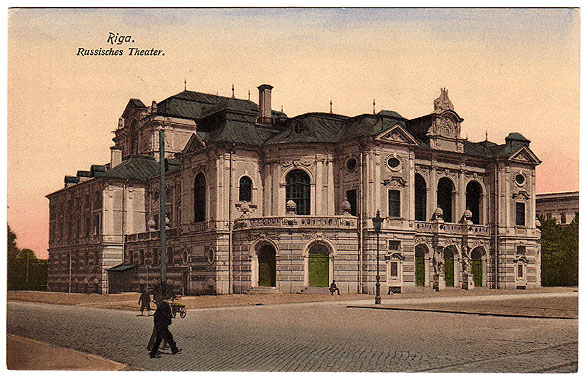
Gmach Łotewskiego Teatru Narodowego na starej karcie pocztowej.

Łotewski Teatr Narodowy (łot. Latvijas Nacionālais teātris) – teatr z siedzibą w Rydze na Łotwie, założony 30 listopada 1919. Jednym z inicjatorów jego powstania był Jānis Akurāters – łotewski pisarz, a później również przewodniczący Wydziału sztuki w Ministerstwie Edukacji.
Obecnie dyrektorem zarządzającym jest Viesturs Rieksts, a dyrektorem artystycznym – Edmunds Freibergs.